# Коротаєв Геннадій Костянтинович
Генна́дій Костянти́нович Корота́єв (* 1946) — геофізик та океанолог, доктор фізико-математичних наук (1981), професор (1992), член-кореспондент НАН України (океанографія, 2009), 2016 — член-кореспондент РАН, лауреат Державної премії України в галузі науки і техніки (2005), Премії Уряду РФ в галузі науки і техніки (2007).

## З життєпису
1968 року закінчив Московський державний університет ім. Ломоносова. 1971 року захистив дисертацію кандидата фізико-математичних наук.
1981 — доктор фізико-математичних наук, захистив в Морському гідрофізичному інституті, 1982 — старший науковий співробітник, 1992 — професор.
У НАН України з 2009 року, був заступником директора.
Нагороджений почесною грамотою та пам'ятним знаком за заслуги перед Севастополем.
В часі праці у НАН України був керівником таких програм, як «Супутникова океанологія», «Зондування» та «Методика».
В 1987—1997 роках керував напрямом «Дистанційне зондування Океану», був відповідальним керівником проектів НАСА «СІВІФС» та «Симбіоз», проекту НАСДА (Японія) «АДЕОС».
Протягом 1997—2005 років був відповідальним виконавцем проектів Європейського космічного агентства та Космічного агентства Франції, спрямованих на комплексне використання даних європейського Космічного агентства для дослідження та моніторингу динаміки й екосистеми Чорного моря. Був співкерівником програми використання в Чорному морі буїв-профілевимірювачів, здійснювалися оперативні спостереження профілів температури й солоності морської води.
В 1999—2005 роках — член Керівного комітету та відповідальний виконавець проектів НАТО «Наука заради Миру».
Лауреат Державної премії України в галузі науки і техніки (2005) — за цикл наукових праць «Розв'язання проблем раціонального природокористування методами аерокосмічного зондування Землі та моделювання геодинамічних процесів», співавтори Греков Леонід Дмитрович, Довгий Станіслав Олексійович, Мотижев Сергій Володимирович, Паталаха Євген Іванович, Попов Михайло Олексійович, Рокитянський Ігор Іванович, Сахацький Олексій Ілліч, Трофимчук Олександр Миколайович,Федоровський Олександр Дмитрович.
Від осені 2015 року — науковий керівник севастопольського Морського гідрофізичного інституту.
Напрями наукових досліджень:
- моделювання великомасштабної циркуляції
- фізика мезомасштабної мінливості та дистанційного зондування океану
- супутникова океанологія.

В своїх роботах обґрунтував принцип комплексного використання супутникових спостережень і моделей морської динаміки, реалізація дала змогу створити оперативну систему діагнозу та прогнозу динаміки й екосистеми Чорного моря.
Серед робіт:
- «Convective circulation in mesoscale abyssal basins», 1998
- «International subsatellite experiment on the oceanographic platform (Katsiveli, Crimea)», 2004
- «The particulate backscattering ratio at LEO 15 and it's use to study particles composition and distribution», 2004
- «Засоби та методи океанологічних досліджень», 2005
- «Введення в оперативну океанографію Чорного моря»,
- «Parameterization of light absorption by components of sea water in optically complex coastal waters of Crimea Peninsula (Black Sea)», 2009, всі у співавторстві.